# گمینا راویچ
گمینا راویچ (به لهستانی:  Gmina Rawicz) یک گمینا در لهستان است که در شهرستان راویچ واقع شده‌است. گمینا راویچ ۱۳۳٫۶۴ کیلومتر مربع مساحت و ۲۹٬۴۳۴ نفر جمعیت دارد.